# Kościół św. Józefa Oblubieńca w Piszu
Kościół świętego Józefa Oblubieńca w Piszu – rzymskokatolicki kościół parafialny należący do parafii pod tym samym wezwaniem (dekanat Pisz diecezji ełckiej).
Budowa świątyni została rozpoczęta w 1996 roku i zakończono ją w 2000 roku. Budowla jest jednonawowa, nakrywa ją dachówka ceramiczna. W centralnej części prezbiterium, na ścianie jest zawieszony duży drewniany krzyż, pod którym jest umieszczone tabernakulum.